# Мір'ям Пухнер
Мір'ям Пухнер (нім. Mirjam Puchner, (18 травня 1992 , Зальцбург ) — австрійська гірськолижниця, срібна призерка Олімпійських ігор 2022 року.

## Виступи на Олімпійських іграх
| Рік  | Місце проведення | СЛ | ГС | СГ | ШС | КМ |
| ---- | ---------------- | -- | -- | -- | -- | -- |
| 2022 | Пекін, Китай     | —  | —  | 2  | —  | —  |

## Виступи на чемпіонатах світу
| Рік  | Місце проведення          | СЛ | ГС | СГ | ШС | КМ |
| ---- | ------------------------- | -- | -- | -- | -- | -- |
| 2021 | Кортіна-д'Ампеццо, Італія | —  | —  | —  | 11 | —  |

## Зовнішні посилання
- Досьє на сайті FIS [Архівовано 11 лютого 2022 у Wayback Machine.]